# زوال کلنل
زوالِ کُلُنِل رمانی از محمود دولت‌آبادی است که در سال‌های ابتدایی دهه ۱۹۸۰ میلادی به زبان فارسی نوشته شد، اما نخستین‌بار در سال ۲۰۰۹ میلادی توسط ناشری سوئیسی به زبان آلمانی منتشر شد. رمان زوال کلنل سرگذشت افسری وطن‌دوست در ارتش شاهنشاهی ایران است که زندگی او و خانواده‌اش در مقطع انقلاب ۱۳۵۷ ایران مرور می‌شود. داستان رمان تنها در یک شبانه‌روز می‌گذرد، اما در بازگشت به گذشته مرور و تأملی عمیق در حوادث تاریخ سده اخیر ایران و تلاش مردم در رسیدن به راه جامعه‌ای مدرن و پیشرفته را منعکس می‌کند. شخصیت کلنل، بر اساس یک شخصیت تاریخی، محمدتقی خان پسیان قهرمانی حتی برای ملی‌گرایان ایرانی امروز، ساخته شده است.
«سرهنگ» (کلنل) آرمانگرا و نسبتاً مدرن‌شده، افسر حرفه‌ای ارتش شاه، همسر زناکار خود را به قتل رسانده است. او که از درجه خود خلع شده، خود را در همان زندان پسر بزرگش، امیر، دانشجویی که به حزب کمونیست ایران تعلق دارد، می‌یابد. پدر و پسر به زودی در هفته‌های پرآشوبی که پس از تبعید شاه و بازگشت آیت‌الله خمینی به وجود آمد، آزاد می‌شوند. با این حال، درگیر خشونت‌های اجتناب ناپذیر پس از انقلاب می‌شود.

## خلاصهٔ داستان
سرهنگ پس از پی‌بردن به روابط خارج از ازدواج همسرش، او را به قتل می‌رساند و پس از آن قصه زندگی او در زندان ادامه پیدا می‌کند. پنج فرزند سرهنگ در بحبوحه انقلاب ۱۳۵۷ ایران، هر کدام وارد گروه‌های مختلف سیاسی شده و گرایش‌های مختلف سیاسی و اجتماعی پیدا می‌کنند و هر یک نیز بهای سنگینی را بابت فعالیت‌های سیاسی‌شان می‌پردازند. به گفته مترجم اثر، ام. پاترکل، کلنل داستان «انقلابی است که فرزندان خود را خورد». چهار نفر از پنج فرزند سرهنگ اعدام یا کشته می‌شوند. هیچ صحنه‌ای گویاتر از خونریزی بی‌دلیل از صحنه‌های درگیری امیر با بازجوی سابقش جاوید نیست، کسی که امیر او را در زیرزمین خانه‌اش پنهان می‌کند زمانی که اوباش‌های خشمگین برای کشتن زندانبان‌هایشان به خیابان‌ها می‌ریزند. این زوجِ ناخوشایند، دستاویزی برای دولت‌آبادی است تا جامعه‌ای را به تصویر بکشد که در اثر یک اخلاق فاسد ویران شده است. با وجود ماهیت افسانه‌ای رمان، تمثیل‌های آن بسیار کم است و رمان از نظر تاریخی بسیار دقیق است.

## در ایران
زوال کلنل هرگز به زبان اصلی خود در ایران منتشر نشده است. این کتاب برای اولین بار در آلمان منتشر شد، پس از آن که دولت‌آبادی تصمیم گرفت دهه‌ها کار بر روی نسخه خطی را به پایان برساند. نشر چشمه در سال ۱۳۸۷ خورشیدی اقدام به درخواست مجوز نشر برای این رمان کرد، ولی مقام‌های وزارت فرهنگ و ارشاد اسلامی از صدور مجوز خودداری کردند.
در اواخر بهمن‌ماه ۱۳۹۲، خبرهایی در برخی نشریات ایران منتشر شد مبنی بر آن‌که «سرانجام چاپ و انتشار کتاب زوال کلنل از سوی وزارت فرهنگ و ارشاد اسلامی مجوز گرفت».
نهایتاً در تاریخ ۳۰ بهمن ۱۳۹۲، وزارت ارشاد ضمن تکذیب انتشار کتاب زوال کُلنل اعلام کرد که «تاکنون مجوزی در این خصوص از سوی اداره کل کتاب و توسعه کتاب‌خوانی صادر نشده است».
در نهم اسفند ماه سال ۱۴۰۰ روزنامه شرق خبر اجرای اپرای کلنل را منتشر کرد بنا بر نقل از این روزنامه ورسیون اصلی اپرای کلنل در سال ۲۰۱۸ توسط سیامک فلاحی آهنگسازی شده و لیبرتوی آن توسط آنجلیکا مسنر، از رمان زوال کلنل نوشتهٔ محمود دولت‌آبادی در کشور اتریش به زبان آلمانی اقتباس شده است. این اپرا دوازده کارکتر اصلی دارد که به‌همراه خواننده بازیگر، گروه کر، ارکستر بزرگ و ویدیو آرت همراهی می‌شود که در مجموع برای هر اجرای این اثر به ۸۲ نفر از هنرمندان مذکور نیازمند است. فرم نمایشی در این اپرا با نگاهی نو و بهره‌گیری از فرم‌های قدیمی و منسوخ شده از فرهنگ ایرانیان باستان شکل گرفته و زمان وقوع قصه در رمان زوال کلنل را آهنگساز به‌واسطه راوی در مکانی به شکل یک کاروانسرا روایت می‌کند. این نوع آهنگسازی نوعی نگرش فردی است که با شبیه‌سازی آکوستیکی در علوم مهندسی صدا می‌توان مکانی را که در طی قرون گذشته از بین رفته برای مخاطب بازنمایی کرد که پیش تر در این خصوص گروه هنر معاصر تهران اولین مانیفست موسیقی معاصر ایران در سال ۲۰۱۴ نوشته شده توسط سیامک فلاحی را در خانه هنرمندان علنی کرد و بسیار مورد توجه مجامع هنری قرار گرفت. فرم اپرا در این اثر متفاوت است که آهنگساز در راستای نگرش مانیفست هنری خود تکنیکی جدید در ساخت این اثر استفاده کرده که منجر به اتفاقی نو در اپرا شده و از آن تحت عنوان رفرماسیون یاد می‌کند.

### انتشار نسخهٔ جعلی رمان
اگر چه این رمان تا کنون در ایران اجازهٔ نشر دریافت نکرده است، اما سودجویان بازار نشر نسخهٔ آلمانی این کتاب را به فارسی ترجمه کرده و در ایران منتشر کرده‌اند. این کتاب هم‌اکنون در بازارهای غیررسمی کتاب و همچنین به صورت فایل پی‌دی‌اف در دسترس است و دولت‌آبادی از همگان خواسته است که این کتاب را تحریم کنند. در تابستان ۱۳۹۳، محمود دولت‌آبادی، خبر از انتشار و توزیع نسخه جعلی این کتاب توسط سودجویان بازار کتاب داد. وی اعلام کرد که کتاب منتشرشده در کتابفروشی‌ها، نسخه ترجمه‌شده از روی نسخه آلمانی کتاب است و نحوه ترجمه آن، کاملاً با ادبیات شناخته‌شده از جانب دولت‌آبادی، قابل تمییز دادن است. وی از طرح شکایت علیه انتشارات نشر گردون که ناشر این نسخه جعلی بوده است، خبر داد.

## نقدها
به باور برخی از منتقدان ادبی، این رمان از روایت زندگی کلنل و خانواده‌اش فراتر می‌رود و به نقد تضادهای سیاسی، فرهنگی و اجتماعی حاکم بر جامعه ایران می‌پردازد.
حمیدرضا مقدم‌فر، معاون فرهنگی اجتماعی سپاه پاسداران، این رمان را «ضدانقلابی‌ترین رمان پس از پیروزی انقلاب ایران»، برشمرده و محمود دولت‌آبادی را به داشتن «پیوندهای عمیق با خارج از ایران» متهم کرد.

## افتخارات و جوایز
- نامزد دریافت جایزهٔ ادبی آسیایی «من» در بریتانیا.[۸]
- نامزد دریافت جایزهٔ ادبیات بین‌المللی خانهٔ فرهنگ جهان Haus der Kulturen der Welt در برلین.[۱۴]
- ترجمه انگلیسی رمان کُلنل، با ترجمه تام پتردیل، نامزد جایزه «بهترین کتاب ترجمه در آمریکا» شد.[۱۵]
- برندهٔ جایزهٔ یان میخالسکی سوئیس در سال ۲۰۱۳.[۱۶]